# نورنوس
نورنوس (ارمنی: Նուռնուս) یک روستا است که در استان کوتایک کشور ارمنستان واقع شده است

## نگارخانه

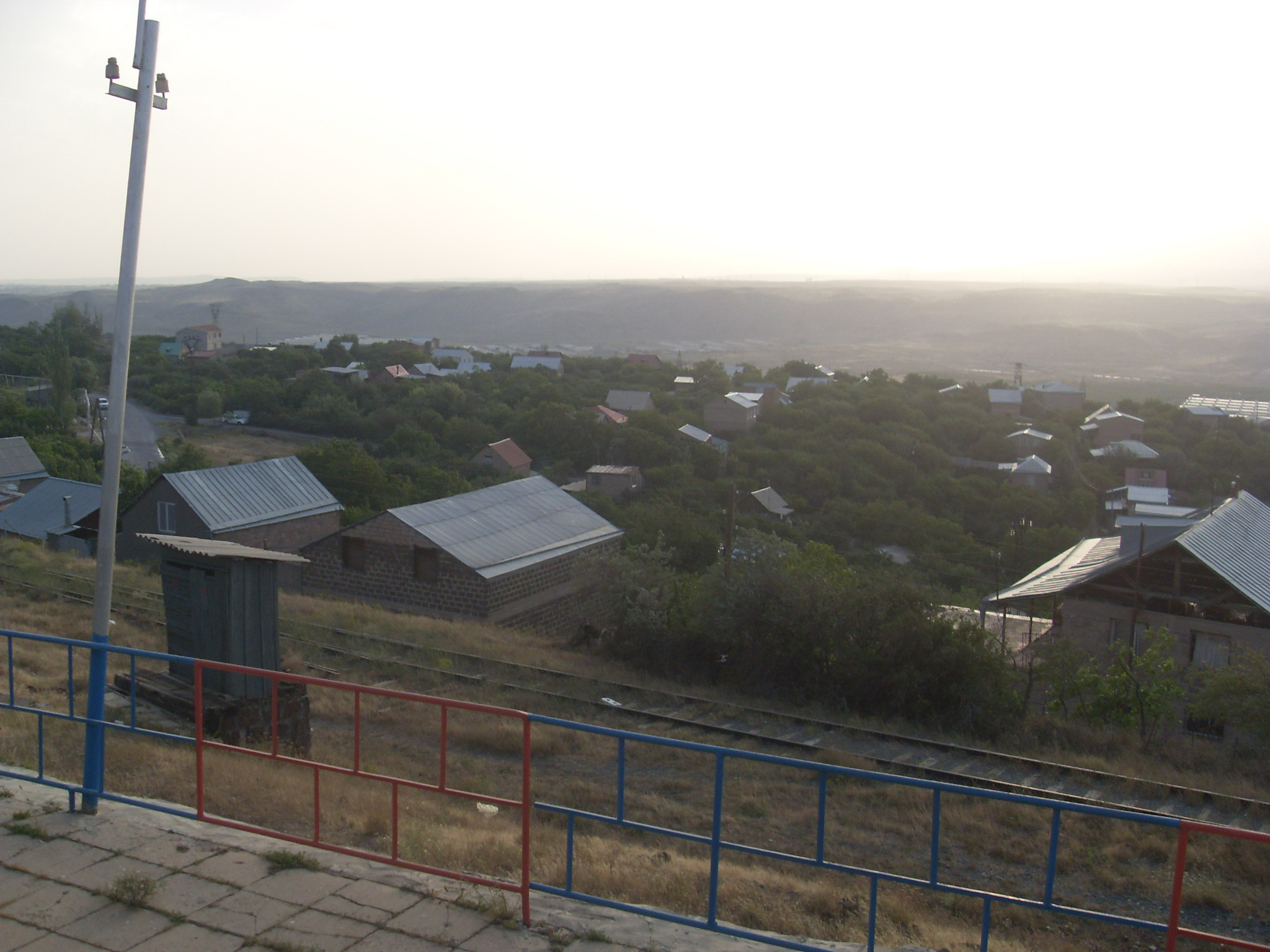